# کمپین کارولیناس
کمپین کارولیناس (انگلیسی: Campaign of the Carolinas) آخرین کمپین نظامی ارتش اتحادیه در جبهه غربی در جنگ داخلی آمریکا به رهبری ویلیام تکامسه شرمن علیه ارتش موتلفه به رهبری جوزف جانستون در طول جنگ داخلی آمریکا بود که نتیجه آن پیروزی ارتش اتحادیه بود.